# Serie Mundial de 1980
La Serie Mundial de 1980 fue disputada entre Philadelphia Phillies y Kansas City Royals.
Los Philadelphia Phillies resultaron ganadores al vencer en la serie por 4 partidos a 2.
Esta fue también la primera Serie Mundial desde 1920, y la más reciente, en la que ninguno de los equipos tenía un título de Serie Mundial anterior. A partir de 2024, esto solo puede volver a suceder si los Rays de Tampa Bay, o los Marineros de Seattle se enfrentan a los Cerveceros de Milwaukee, los Padres de San Diego o los Rockies de Colorado en una serie futura.

## Desarrollo

### Juego 1
| Equipo       | 1 | 2 | 3 | 4 | 5 | 6 | 7 | 8 | 9 | C | H  | E |
| ------------ | - | - | - | - | - | - | - | - | - | - | -- | - |
| Kansas City  | 0 | 2 | 2 | 0 | 0 | 0 | 0 | 2 | 0 | 6 | 9  | 1 |
| Philadelphia | 0 | 0 | 5 | 1 | 1 | 0 | 0 | 0 | X | 7 | 11 | 0 |

LG: Bob Walk (1–0)  LP: Dennis Leonard (0–1)  SV: Tug McGraw (1)  
HRs:  KC – Amos Otis (1), Willie Aikens 2 (2)  PHI – Bake McBride (1)

### Juego 2
| Equipo       | 1 | 2 | 3 | 4 | 5 | 6 | 7 | 8 | 9 | C | H  | E |
| ------------ | - | - | - | - | - | - | - | - | - | - | -- | - |
| Kansas City  | 0 | 0 | 0 | 0 | 0 | 1 | 3 | 0 | 0 | 4 | 11 | 0 |
| Philadelphia | 0 | 0 | 0 | 0 | 2 | 0 | 0 | 4 | X | 6 | 8  | 1 |

LG: Steve Carlton (1–0)  LP: Dan Quisenberry (0–1)  SV: Ron Reed (1)  

### Juego 3
| Equipo       | 1 | 2 | 3 | 4 | 5 | 6 | 7 | 8 | 9 | 10 | C | H  | E |
| ------------ | - | - | - | - | - | - | - | - | - | -- | - | -- | - |
| Philadelphia | 0 | 1 | 0 | 0 | 1 | 0 | 0 | 1 | 0 | 0  | 3 | 14 | 0 |
| Kansas City  | 1 | 0 | 0 | 1 | 0 | 0 | 1 | 0 | 0 | 1  | 4 | 11 | 0 |

LG: Dan Quisenberry (1–1)  LP: Tug McGraw (0–1)  
HRs:  PHI – Mike Schmidt (1)  KC – George Brett (1), Amos Otis (2)

### Juego 4
| Equipo       | 1 | 2 | 3 | 4 | 5 | 6 | 7 | 8 | 9 | C | H  | E |
| ------------ | - | - | - | - | - | - | - | - | - | - | -- | - |
| Philadelphia | 0 | 1 | 0 | 0 | 0 | 0 | 1 | 1 | 0 | 3 | 10 | 1 |
| Kansas City  | 4 | 1 | 0 | 0 | 0 | 0 | 0 | 0 | X | 5 | 10 | 2 |

LG: Dennis Leonard (1–1)  LP: Larry Christenson (0–1)  SV: Dan Quisenberry (1)  
HRs:  KC – Willie Aikens 2 (4)

### Juego 5
| Equipo       | 1 | 2 | 3 | 4 | 5 | 6 | 7 | 8 | 9 | C | H  | E |
| ------------ | - | - | - | - | - | - | - | - | - | - | -- | - |
| Philadelphia | 0 | 0 | 0 | 2 | 0 | 0 | 0 | 0 | 2 | 4 | 7  | 0 |
| Kansas City  | 0 | 0 | 0 | 0 | 1 | 2 | 0 | 0 | 0 | 3 | 12 | 2 |

LG: Tug McGraw (1–1)  LP: Dan Quisenberry (1–2)  
HRs:  PHI – Mike Schmidt (2)  KC – Amos Otis (3)

### Juego 6
| Equipo       | 1 | 2 | 3 | 4 | 5 | 6 | 7 | 8 | 9 | C | H | E |
| ------------ | - | - | - | - | - | - | - | - | - | - | - | - |
| Kansas City  | 0 | 0 | 0 | 0 | 0 | 0 | 0 | 1 | 0 | 1 | 7 | 2 |
| Philadelphia | 0 | 0 | 2 | 0 | 1 | 1 | 0 | 0 | X | 4 | 9 | 0 |

LG: Steve Carlton (2–0)  LP: Rich Gale (0–1)  SV: Tug McGraw (2)  

|                                                               |
| Campeón de las Grandes Ligas Philadelphia Phillies 1.º título |